# Cmentarz wojenny w Abramowie
Cmentarz wojenny w Abramowie – nieistniejący cmentarz z okresu I wojny światowej, który znajdował się w Abramowie, w gminie Abramów, w powiecie lubartowskim. Położony był przy drodze do Michałówki.
Na cmentarzu pochowano kilkudziesięciu żołnierzy austro-węgierskich i rosyjskich poległych na początku sierpnia 1915 roku.
Zidentyfikowane jednostki:
- 10 Pułk Piechoty Austro-Węgier
- 3 Pułk Piechoty armii Imperium Rosyjskiego

W 1934 r. pochówki przeniesiono na kwaterę wojenną cmentarza parafialnego w Michowie.